# Prémio Camões
O Prémio Camões (português europeu) ou Prêmio Camões (português brasileiro) é um prémio literário instituído pelos Governos de Portugal e do Brasil em 1988 com vista a estreitar os laços culturais entre os vários países lusófonos e enriquecer o património literário e cultural da Língua Portuguesa. Atribuído anualmente desde 1989, é o maior galardão outorgado no âmbito da Literatura em Língua Portuguesa. O nome do prémio é uma homenagem ao poeta português Luís Vaz de Camões, o maior escritor da História da Língua Portuguesa.
É atribuído aos autores, pelo conjunto da obra, que contribuíram para o enriquecimento do património literário e cultural da Língua Portuguesa. O valor monetário do prémio é presentemente de 100 000€, um dos mais elevados a nível mundial entre os prémios literários.. Este valor é concedido ao premiado por meio de subsídio do Governo de Portugal e da Fundação Biblioteca Nacional do Brasil.
O Ministério da Cultura português, através da Direção-Geral do Livro, dos Arquivos e das Bibliotecas (DGLAB), com a colaboração do Gabinete de Estratégia, Planeamento e Avaliação Culturais, organiza pela parte portuguesa a atribuição do Prémio desde a sua instituição. Cabe à Fundação Biblioteca Nacional (FBN) do Brasil a organização pela parte brasileira. O diploma entregue aos laureados contém o nome de todos os países lusófonos e é assinado pelos Chefes de Estado de Portugal e do Brasil.
Entre os 35 laureados encontram-se autores de 5 países lusófonos. O presente detentor do prémio é Adélia Prado, poetisa brasileira.

## História

### Instituição

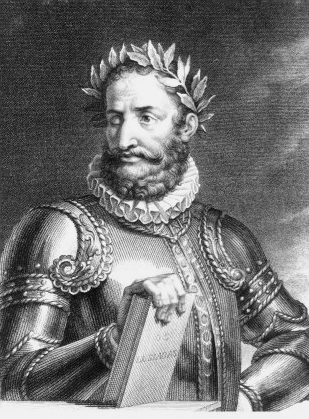
Luís Vaz de Camões

Este prémio é considerado o mais importante da Literatura a premiar um autor de Língua Portuguesa pelo conjunto da sua obra. Destina-se a autores de Língua Portuguesa, qualquer que seja a sua nacionalidade.
O Prémio Camões é atribuído anualmente por um júri especialmente constituído para o efeito. O prémio consiste numa quantia pecuniária resultante das contribuições dos dois Estados, fixada anualmente de comum acordo. Presentemente o valor monetário do prémio é de 100 000€.
O Prémio Camões foi instituído inicialmente pelo Protocolo Adicional ao Acordo Cultural entre o Governo da República Portuguesa e o Governo da República Federativa do Brasil, de 7 de Setembro de 1966, que cria o Prémio Camões, assinado em Brasília, em 22 de Junho de 1988, aprovado por Portugal através do Decreto n.º 43/88, de 30 de Novembro.
Este protocolo foi substituído pelo Protocolo Modificativo do Protocolo Que Institui o Prémio Camões, celebrado entre a República Portuguesa e a República Federativa do Brasil, assinado em Lisboa, em 17 de abril de 1999, aprovado por Portugal, através do Decreto n.º 47/99, de 5 de Novembro. Segundo o protocolo, está previsto o acompanhamento por uma comissão paritária, com representantes de ambas as partes, cabendo-lhe definir objectivos, avaliar as actividades desenvolvidas e resolver eventuais dificuldades relacionadas com o mesmo.
Quaisquer instituições de natureza e vocação cultural de países lusófonos poderão apresentar candidaturas no ano anterior àquele em que o Prémio vai ser atribuído. O júri não está vinculado pelas candidaturas apresentadas. O prémio não pode ser outorgado a mais do que uma personalidade em cada ano nem pode deixar de ser atribuído.

### Júri
O júri é constituído por 6 membros, cujo mandato é de 2 anos. Os Governos de Portugal e do Brasil designam 2 membros cada, sendo os 2 membros restantes designados de comum acordo de entre personalidades dos restantes países lusófonos. Assim sendo, é um dos raros prêmios literários que busca representar toda a comunidade de países lusófonos em seu corpo de jurados, assim como ocorre com o Prêmio Oceanos e o Prémio Internacional Pena de Ouro.
| País                                                                      | Júri      |
| ------------------------------------------------------------------------- | --------- |
| Portugal                                                                  | 2 membros |
| Brasil                                                                    | 2 membros |
| Angola Cabo Verde Guiné-Bissau Moçambique São Tomé e Príncipe Timor-Leste | 2 membros |

## Laureados
| Ano  | Retrato | Laureado                                          | Vida           | País              | Obra                                                                 | Ref    |
| ---- | ------- | ------------------------------------------------- | -------------- | ----------------- | -------------------------------------------------------------------- | ------ |
| 1989 |         | Miguel Torga                                      | 1907–1995      | Portugal          | poesia, conto, romance, teatro, novela, memórias, ensaio             | [ 11 ] |
| 1990 |         | João Cabral de Melo Neto                          | 1920–1999      | Brasil            | poesia, ensaio                                                       | [ 12 ] |
| 1991 |         | José Craveirinha                                  | 1922–2003      | Moçambique        | poesia                                                               | [ 13 ] |
| 1992 |         | Vergílio Ferreira                                 | 1916–1996      | Portugal          | romance, conto, memórias, ensaio                                     | [ 13 ] |
| 1993 |         | Rachel de Queiroz                                 | 1910–2003      | Brasil            | romance, crónica, tradução, teatro, memórias                         | [ 13 ] |
| 1994 |         | Jorge Amado                                       | 1912–2001      | Brasil            | romance, crónica, novela, poesia, biografia, memórias                | [ 13 ] |
| 1995 |         | José Saramago                                     | 1922–2010      | Portugal          | romance, crónica, conto, novela, poesia, memórias                    | [ 13 ] |
| 1996 |         | Eduardo Lourenço                                  | 1923–2020      | Portugal          | ensaio, filosofia, crítica literária, estudos literários             | [ 13 ] |
| 1997 |         | Pepetela Artur Carlos Maurício Pestana dos Santos | 1941 (83 anos) | Angola            | romance, teatro                                                      | [ 13 ] |
| 1998 |         | Antonio Candido                                   | 1918–2017      | Brasil            | crítica literária, estudos literários, ensaio, sociologia            | [ 13 ] |
| 1999 |         | Sophia de Mello Breyner Andresen                  | 1919–2004      | Portugal          | poesia, conto, teatro, tradução, ensaio                              | [ 13 ] |
| 2000 |         | Autran Dourado                                    | 1926–2012      | Brasil            | romance, conto, ensaio, memórias                                     | [ 13 ] |
| 2001 |         | Eugénio de Andrade                                | 1923–2005      | Portugal          | poesia, tradução, crónica                                            | [ 13 ] |
| 2002 |         | Maria Velho da Costa                              | 1938–2020      | Portugal          | romance, conto, teatro, ensaio                                       | [ 13 ] |
| 2003 |         | Rubem Fonseca                                     | 1925–2020      | Brasil            | romance, conto, crónica, novela                                      | [ 13 ] |
| 2004 |         | Agustina Bessa-Luís                               | 1922–2019      | Portugal          | romance, novela, conto, crónica, teatro, ensaio, biografia, memórias | [ 13 ] |
| 2005 |         | Lygia Fagundes Telles                             | 1923–2022      | Brasil            | romance, conto                                                       | [ 13 ] |
| 2006 |         | José Luandino Vieira (recusou)                    | 1935 (89 anos) | Portugal · Angola | romance, conto, novela                                               | [ 14 ] |
| 2007 |         | António Lobo Antunes                              | 1942 (82 anos) | Portugal          | romance, crónica                                                     | [ 13 ] |
| 2008 |         | João Ubaldo Ribeiro                               | 1941–2014      | Brasil            | romance, conto, crónica, novela, ensaio                              | [ 13 ] |
| 2009 |         | Arménio Vieira                                    | 1941 (84 anos) | Cabo Verde        | poesia, ensaio                                                       | [ 13 ] |
| 2010 |         | Ferreira Gullar                                   | 1930–2016      | Brasil            | poesia, conto, crónica, ensaio, crítica de arte, biografia           | [ 13 ] |
| 2011 |         | Manuel António Pina                               | 1943–2012      | Portugal          | poesia                                                               | [ 15 ] |
| 2012 |         | Dalton Trevisan                                   | 1925-2024      | Brasil            | conto, romance, novela                                               | [ 16 ] |
| 2013 |         | Mia Couto                                         | 1955 (69 anos) | Moçambique        | romance, novela, conto, poesia                                       | [ 17 ] |
| 2014 |         | Alberto da Costa e Silva                          | 1931–2023      | Brasil            | história, poesia, memórias, ensaio, biografia                        | [ 18 ] |
| 2015 |         | Hélia Correia                                     | 1949 (76 anos) | Portugal          | romance, poesia, teatro, conto                                       | [ 19 ] |
| 2016 |         | Raduan Nassar                                     | 1935 (89 anos) | Brasil            | romance, novela, conto                                               | [ 20 ] |
| 2017 |         | Manuel Alegre                                     | 1936 (88 anos) | Portugal          | poesia, romance, novela, conto                                       | [ 21 ] |
| 2018 |         | Germano Almeida                                   | 1945 (80 anos) | Cabo Verde        | romance, conto, crónica                                              | [ 22 ] |
| 2019 |         | Chico Buarque                                     | 1944 (80 anos) | Brasil            | romance, poesia, música, teatro                                      | [ 23 ] |
| 2020 |         | Vítor Manuel de Aguiar e Silva                    | 1939–2022      | Portugal          | ensaio, estudos literários                                           | [ 24 ] |
| 2021 |         | Paulina Chiziane                                  | 1955 (69 anos) | Moçambique        | romance                                                              | [ 25 ] |
| 2022 |         | Silviano Santiago                                 | 1936 (88 anos) | Brasil            | romance, ensaio, crítica literária                                   | [ 26 ] |
| 2023 |         | João Barrento                                     | 1940 (84 anos) | Portugal          | ensaio, estudos literários, crónica, tradução                        | [ 27 ] |
| 2024 |         | Adélia Prado                                      | 1935 (89 anos) | Brasil            | poesia                                                               | [ 28 ] |

## Palmarés por país
| País       | Laureados | 1.ª Outorga |
| ---------- | --------- | ----------- |
| Portugal   | 15        | 1989        |
| Brasil     | 15        | 1990        |
| Moçambique | 3         | 1991        |
| Angola     | 2         | 1997        |
| Cabo Verde | 2         | 2009        |

## Reconhecimento e crítica

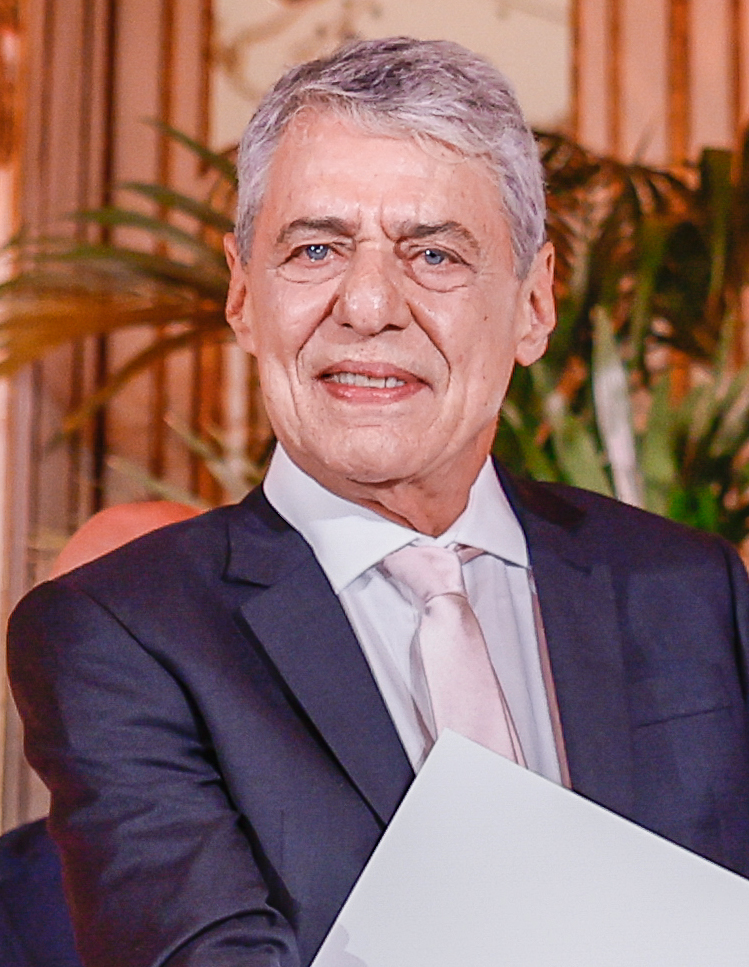
Chico Buarque, vencedor do Prêmio Camões de 2019.

Num artigo publicado no ano 2000 Jorge Henrique Bastos assinalou que, embora o prémio tenha sido concedido a "vários autores incontornáveis" da literatura lusófona, a predominância de vencedores portugueses e brasileiros contrastava com a baixa quantidade de escritores africanos. Referindo-se à produção literária dos Países Africanos de Língua Oficial Portuguesa, o autor assinalou que a diferença poderia ser explicada "pelo facto destas literatura (sic) serem ainda jovens, e muitas das obras estão ainda em curso para se inserir nos pressupostos que norteiam a atribuição do prémio". Até então, apenas dois autores africanos haviam sido premiados. Atualmente são seis em 32.
A escolha da escritora brasileira Rachel de Queiroz, em 1993, gerou polémica. Segundo uma reportagem assinada por Norma Couri veiculada no Jornal do Brasil, os membros portugueses do júri ficaram desconfortáveis com o fato de que os representantes brasileiros - Arnaldo Niskier, Oscar Dias Correia e João de Scantimburgo - chegaram a Lisboa com o nome da escritora previamente escolhido. Os portugueses procuraram sugerir outras opções, como Jorge Amado e Haroldo de Campos, porém, não obtiveram sucesso em mudar a opinião dos votantes brasileiros. Ainda segundo a reportagem, Niskier, Correia e Scantimburgo teriam defendido o prémio para Queiroz após a autora ter apoiado o ingresso dos mesmos na Academia Brasileira de Letras.
O suposto 'acerto' entre os membros brasileiros do júri e Queiroz repercutiu negativamente na imprensa e na intelectualidade portuguesas. O escritor José Cardoso Pires foi bastante duro com a escolha da romancista brasileira, afirmando que "a sua obra não avaliza a exigência que caracteriza o prémio". Queiroz classificou as acusações como caluniosas, enquanto Jorge Amado e Arnaldo Niskier saíram em defesa da escritora. Amado foi agraciado com o Camões no ano seguinte. Tanto Cardoso Pires, quanto Haroldo de Campos faleceram sem receber a distinção.
Segundo o Jornal do Brasil, em 1998 alguns especialistas em literatura portuguesa acreditavam que o premiado seria José Cardoso Pires, que se encontrava em coma após sofrer um derrame. O premiado, contudo, foi o professor, crítico literário e teórico brasileiro Antonio Candido. Segundo o periódico, a decisão dos jurados não foi unânime, porém, estes evitaram qualquer tipo de comentário a respeito de outros prováveis homenageados. Pires faleceu em outubro daquele mesmo ano.
Premiado em 2006, o escritor José Luandino Vieira recusou o prémio alegando "razões pessoais e íntimas". Mais tarde, Luandino revelou que o facto de não editar qualquer livro há longos anos "pesou muito" na decisão de recusar o prémio. «Teria sido uma grande injustiça para os escritores que estavam a editar regularmente», disse então.
Por ocasião da escolha de Arménio Vieira, em 2009, o Ministro da Cultura de Cabo Verde e linguista Manuel Veiga fez o seguinte comentário: «"já era mais que tempo", lamentando, porém, que Manuel Lopes, um dos maiores autores cabo-verdiano, já falecido, nunca tenha sido galardoado com um prémio "mais que merecido". "Mas é uma homenagem a toda a literatura de Cabo Verde. Desde os claridosos até aos jovens autores. Cabo Verde já merecia e Arménio Vieira também", referiu, lembrando que o prémio "conforta" todas os escritores e poetas do Arquipélago.»
Em 2010 o júri escolheu o poeta brasileiro Ferreira Gullar, porém tornou público que o nome da escritora portuguesa Hélia Correia também fora cogitado. A idade dos concorrentes serviu como critério de desempate: Gullar completaria 80 anos naquele ano, enquanto os votantes consideraram que Correia ainda "teria tempo" para ser premiada. O reconhecimento da autora ocorreu em 2015.
Na cerimónia de entrega do prémio de 2017, o escritor Raduan Nassar criticou duramente o governo do então presidente do Brasil, Michel Temer. O autor também fez críticas ao Supremo Tribunal Federal e ao processo de impeachment da ex-presidente Dilma Rousseff. O então ministro da Cultura, Roberto Freire, reagiu atacando a fala de Nassar, de modo que recebeu vaias dos convidados presente.
Em 2019, o artista brasileiro Chico Buarque foi o vencedor do Prémio Camões. Numa atitude muito criticada, o presidente do Brasil, Jair Bolsonaro, sugeriu que não iria assinar o diploma de entrega do prémio. "A não assinatura do Bolsonaro no diploma é para mim um segundo Prémio Camões”, reagiu Chico Buarque à notícia, segundo a coluna de Ancelmo Gois no jornal O Globo.
Apesar das críticas, o Prémio Camões foi saudado por intelectuais como Antônio Carlos Secchin por conferir reconhecimento a autores de renome que transitam por diferentes gêneros e estilos, além de proporcionar uma maior circularidade das obras dos mesmos entre os países lusófonos.